# Martinsnetoa dubia
Martinsnetoa dubia is een keversoort uit de familie Ithyceridae. De wetenschappelijke naam van de soort is voor het eerst geldig gepubliceerd in 2004 door Zherichin & Gratshev.